# 436

## Esdeveniments
- Worms (Gàl·lia): Els burgundis són derrotats pels huns a sou de Roma. El rei Gondicari en resulta mort i el seu fill Gondioc, que compartia la corona amb ell, passa a regir en solitari el Regne Burgundi.
- Narbona (Gàl·lia): setge de la ciutat per part dels visigots de Teodoric I, que resisteix.

## Naixements
- Gàl·lia: Khilderic I, rei dels francs salis. (m. 481)

## Necrològiques
- Worms (Gàl·lia): Gondicari, primer rei burgundi, mort en combat.